# یواس‌ان‌اس ساموئل ال کوب (تی-ای‌اوتی-۱۱۲۳)
یواس‌ان‌اس ساموئل ال کوب (تی-ای‌اوتی-۱۱۲۳) (به انگلیسی: USNS Samuel L. Cobb (T-AOT-1123)) یک کشتی است که طول آن ۶۱۵ فوت (۱۸۷ متر) می‌باشد. این کشتی  در سال ۱۹۸۵ ساخته شد.